# NGC 5510
NGC 5510 é uma galáxia irregular (IBm/P) localizada na direcção da constelação de Virgo. Possui uma declinação de -17° 59' 03" e uma ascensão recta de 14 horas, 13 minutos e 37,1 segundos.
A galáxia NGC 5510 foi descoberta em 1886 por Ormond Stone.